# Línea 520 (Lanús)
La línea 520 es una línea de colectivos. Une la Estación Lanús con Villa Caraza en el Partido de Lanús, y es operada por la empresa Micro Ómnibus Avenida S.A, que pertenece al Grupo DOTA.

## Recorrido

### Ramal B - Est. Lanús - Villa Caraza
Ida: Desde Estación Lanús, Avenida Hipólito Yrigoyen y 20 de Octubre (Ex París) por 20 de Octubre (Ex París), Juan Piñeiro (Ex Cnel. Olivieri), 20 de Septiembre, Avenida 25 de Mayo, Pilcomayo, Aristóbulo del Valle, Chubut, Tagle, General Olazabal, Coronel Murature, Colón, Chubut, General Hornos, Doctor Ricardo Balbín, General Olazabal, Boquerón, Marco Avellaneda hasta De la Rivera Sur - Carlos Pellegrini.
Vuelta: Desde De la Rivera Sur - Carlos Pellegrini y Coronel Osorio por De la Rivera Sur - Carlos Pellegrini, Marco Avellaneda, Boquerón, General Olazabal, Doctor Ricardo Balbín, General Hornos, Chubut, Avenida 25 de Mayo, M. Weild, Avenida Hipólito Yrigoyen hasta 20 de Octubre, Estación Lanús.

### Ramal B2 - Hospital Interzonal - Villa Caraza
Ida: Desde Río de Janeiro y Balcarce por Río de Janeiro, Avenida 25 de Mayo, Pilcomayo, Aristóbulo del Valle, Chubut, Tagle, General Olazabal, Coronel Murature, Colón, Chubut, General Hornos, Doctor Ricardo Balbín, General Olazabal, Boquerón, Marco Avellaneda hasta De la Rivera Sur - Carlos Pellegrini.
Vuelta: Desde De la Rivera Sur - Carlos Pellegrini y Coronel Osorio por De la Rivera Sur - Carlos Pellegrini, Marco Avellaneda, Boquerón, General Olazabal, Doctor Ricardo Balbín, General Hornos, Chubut, Avenida 25 de Mayo, Concejal Noya, Balcarce hasta Río de Janeiro.

### Ramal C - Estación Lanús - Villa Caraza
Ida: Desde Estación Lanús, Avenida Hipólito Yrigoyen y 20 de Octubre por 20 de Octubre, J. Piñeiro, 20 de Septiembre, Avenida 25 de Mayo, Río de Janeiro, Guido y Spano, Hermanos Ros, Guido y Spano, Yerbal, L. Vernet, M. Castro, Monseñor Hladnik, Marco Avellaneda, Mendoza, General Olazabal, Boquerón, Marco Avellaneda hasta De la Rivera Sur - Carlos Pellegrini.
Vuelta: Desde De la Rivera Sur - Carlos Pellegrini y Coronel Osorio por De la Rivera Sur - Carlos Pellegrini, Marco Avellaneda, Boquerón, General Olazabal, Mendoza, Marco Avellaneda, F. García Romero, Lituania, M. González Balcarce, Yerbal, C. Guido y Spano, Rosales, Mármol, Presidente Urquiza, Avenida 25 de Mayo, M. Weild, Dársena Hipólito Yrigoyen hasta 20 de Octubre.

### Ramal D – Ex Línea 529
Ida: Desde Estación Lanús, Avenida Hipólito Yrigoyen y 20 de Octubre por 20 de Octubre, J. Piñeiro, Doctor Melo, José María Moreno, Coronel Ramos, Vélez Sarsfield, Eva Perón, Máximo Paz, Río de Janeiro, Coronel M. Ocampo, Avenida José de San Martín, De la Rivera Sur - Carlos Pellegrini hasta Marco Avellaneda.
Vuelta: Desde De la Rivera Sur - Carlos Pellegrini y Marco Avellaneda por De la Rivera Sur - Carlos Pellegrini, Marco Avellaneda, Yatay, M. Castro, Ucrania, José María Moreno, Avenida Presidente Rivadavia, Gobernador General Viamonte, Avenida Presidente Rivadavia, Coronel D’Elia, Avenida José de San Martín, Gobernador General Balcarce, Río de Janeiro, Coronel Segui, Bolivia, Máximo Paz, Avenida Hipólito Yrigoyen hasta Estación Lanús.